# DaviDaneil20
DaviDaneil20
DaviDaneil20 — разработчик пользовательского контента (UGC) в онлайн-платформе Roblox, активный участник сообщества игроков. Наибольшую известность получил благодаря созданию аксессуаров и предметов для аватаров, а также попаданию в список Top 100 UGC Creators Roblox.
⸻
Биография
DaviDaneil20 начал деятельность на платформе Roblox как игрок. Со временем он сосредоточился на разработке UGC-контента, что позволило ему выделиться среди других пользователей. Первые успехи пришли после публикации аксессуаров, которые быстро получили положительные отзывы в сообществе.
⸻
Деятельность
Основное направление работы связано с созданием аксессуаров, элементов одежды и предметов для Roblox. Его проекты характеризуются вниманием к деталям, сочетанием простоты и оригинальности.
Работы DaviDaneil20 распространяются через официальную систему Roblox UGC, позволяющую независимым авторам публиковать собственные разработки.
⸻
Достижения
• Включён в список Top 100 UGC Creators Roblox.
• Получил официальную награду от Roblox за вклад в развитие пользовательского контента.
• Автор ряда популярных аксессуаров и предметов в Roblox.
⸻
Стиль
Работы DaviDaneil20 выделяются минималистичностью и оригинальными дизайнерскими решениями. Его контент часто ориентирован на игроков, которые хотят подчеркнуть индивидуальность своего аватара.
Примечания
1. Roblox Corporation. UGC Program Overview. Roblox Developer Hub.
2. Roblox News. Top 100 UGC Creators Awarded by Roblox.
⸻
Ссылки
• Профиль DaviDaneil20
• Developer DaviDaneil20
1. ↑  UGC creators (англ.). Roblox Wiki. Дата обращения: 17 августа 2025.
2. ↑  Corporation, Roblox. Roblox (англ.). Roblox. Дата обращения: 17 августа 2025.
3. ↑  Corporation, Roblox. Catalog (англ.). Roblox. Дата обращения: 17 августа 2025.
4. ↑  Corporation, Roblox. Roblox (англ.). Roblox. Дата обращения: 17 августа 2025.
5. ↑  Необходимо задать параметр title= в шаблоне {{cite web}}. .
6. ↑  Необходимо задать параметр title= в шаблоне {{cite web}}. .
7. ↑  Corporation, Roblox. Catalog (англ.). Roblox. Дата обращения: 17 августа 2025.
8. ↑  Developer Forum | Roblox. Developer Forum | Roblox. Дата обращения: 17 августа 2025.
9. ↑  Developer Forum | Roblox. Developer Forum | Roblox. Дата обращения: 17 августа 2025.